# 다네다니촌
다네다니촌(種谷村)은 이시카와현 가호쿠군에 있던 촌이다. 현재의 쓰바타정의 중북부에 해당한다.

## 역사
- 1889년 4월 1일 - 정촌제 시행에 의해 가호쿠군 다네다니촌이 성립하였다.
- 1907년 8월 10일 - 히가시아가타촌과 합병해 아가타촌이 성립하였다.

## 참고문헌
- 角川日本地名大辞典 17 石川県